# Бронепалубни крайцери тип „Чаоюн“
Чаоюн (на китайски: 超勇 или на английски: Chaoyong или Ch'ao-yung) или тип „Артуро Прат“ са серия леки преходни кораби от канонерска лодка към крайцер. Построени са във Великобритания, в елсуикската корабостроителница на фирмата Armstrong Whitworth („Армстронг“) със съдействието на фирмата Мичъл. Проектът е разработен от Едуард Джеймс Рид на основата на предшестващата серия на ренделовските „азбучни“ канонерки, в посока увеличаване на тонажа, скоростта на хода и въоръжението до нивото на крайцер 3-ти ранг в китайския флот.

## Представители
„Артуро Прат“. Заложен на 10 февруари 1879 г. по поръчка на Чили по време на чилийско-перуанската война. Спуснат е на вода на 11 август 1880 г. Във връзка с края на войната Чили губи интерес към кораба, и той е прекупен от Япония и преименуван на „Цукуши“. Влиза в строй на 1 юни 1883 г.
„Чаоюн“ и „Янгвей“ са заложени по поръчка на Китай съответно на 15 януари и 25 януари 1880 г. Строителството върви много бъро, заради руско-китайския конфликт за Илийския край. Спуснати са на вода на 11 ноември 1880 г. и на 29 януари 1881 г. Влизат в строй практически едновременно на 14 и 15 юли 1881 г.

## Конструкция
Крайцерът представля нискоборден кораб с водоизместимост от 1380 тона. Корпусът е стоманен, разделен на водонепроницаеми прегради. Носът е укрепен за таран. Понякога се споменава наличието на бронирана палуба. Корабът има голяма централна надстройка, един скосен комин и две леки мачти, на които могат да се поставят коси платна. Парната машина е от типа „компаунд“, система „Хаутхорн“ с 4 цилиндрични огнетръбни котли и дава максимален ход от 16,5 възела. Корабът има редица технически новости, в т.ч. – хидравлична система на рулевото управление и електрически прожектори. Основното въоръжение са две от най-мощните (по бронепробиваемост) в този момент 10-дюймови оръдия на „Армстронг“ със задно пълнене, поставени на носа и кърмата зад неподвижни бронирани щитове, които образуват каземати с цилиндрична форма с големи амбразури. Побордно, в малки полуказемати, са разположени четири 5,1-дюймови оръдия (по две на всеки борд). Като допълнително въоръжение има два 9-фунтови (57 mm) оръдия и 4 митральоези на Гатлинг. Минното въоръжение се състои от два надводни торпедни апарата.

## Оценка на проекта
Според замислите на конструктора, Уилям Джордж Армстронг, крайцера на неговата фирма трябва да представлява образец за неголям евтин кораб, който да е способен успешно да противостои на тежките рангоутни броненосци. „Чаоюн“ съчетава оръдейна мощ със скорост, която е по-висока, отколкото на тогаващните броненосни кораби. За главна защита при него се смятат малките размери и бързоходността, позволяващи самият той да налага на противника условията на боя. През 1882 г. Армстронг заявява за своите нови крайцери: 
| „                                           | В момента няма кораб в британския флот, който да е способен да му се противопостави сам срещу тях, не може да ги настигне или да им избяга, ако благоразумието диктува необходимост от бягство. | “ |
| Паркс О. Линкоры Британской империи. Гл. 44 | |   |

Независимо от голямото впечатление, което „Чаоюн“ и „Янгвей“ предизвикват на прегледа Портсмут преди отплаването им за Китай, британското Адмиралтейство се отнася скептически към идеята да поръча кораби от дадения тип и за собствения флот, преди всичко поради недостатъчната им мореходност, която би затруднила тяхното използване в Ла Манш и Северно море. Корабите наистина са немореходни, за да преплават разтоянието до Далечния изток на „Чаоюн“ и „Янгвей“ се налага да се надстроят бордовете им в краищата, като по този начин са закрити оръдейните амбразури.
Напълно адекватни към момента на спускането им на вода крайцерите на типа „Чаоюн“ след няколко години са безнадеждно стари, заради бързия технически прогрес в корабостроенето, който ги лишава от главното им преимущество – скоростта. Малките размери и липсата на сериозна бронирана защита прави крайцерите 3-ти ранг уязвими в бой с по-големи кораби, а техните тежки оръдия не могат да си съперничат със съвременната скорострелна артилерия от средните калибри.

## Служба в китайския флот
„Чаоюн“ и „Янгвей“ с пристигането си в Китай, за няколко години, заедно с „ренделовските“ канонерки съставляват основата на северния Бейянския флот (Бейянската ескадра). През 1885 г., в периода на изостряне на отношенията с Япония, заради Корея, те са изпратени Чемулпо. Тази демонстрация кара Япония да приеме мирно съглашение с Китай. 1886 г. те участват във визитата на ескадрата на адмирал Дин Жучан в японски пристанища и във Владивосток. Приемането в средата на 1880-те г. в китайския флот на нови кораби – броненосци, броненосни и бронепалубни крайцери измества „Чаоюн“ и „Янгвей“ на втори план. Поради липсата на съответен ремонт и обслужване на котлите и корабните механизми те постепенно достигат лошо състояние, в началото на 1890-те г. корабите вече не могат да развиват скорост над 10 възела. Превъоръжаването им се ограничава с поставянето на няколко нови малокалибрени скорострелни оръдия.
По време на японо-китайската война в решаващата морска битка при река Ялу, на 17 септември 1894 г., остарелите и небоеспособни „Чаоюн“ и „Янгвей“ са, въпреки това, поставени от адмирал Дин Жучан в линията на неговата ескадра. И двата небронирани крайцера 3-ти ранг са на десния фланг на плаващия към битката във фронтален строй Бейянски флот. Около 13 часа силно изостаналите, поради проблеми с машините от останалите китайски кораби, „Чаоюн“ и „Янгвей“ са атакувани от японския преден „Летящ отряд“ от четири бронепалубни крайцера 2-ри ранг: „Йошино“, еднотипните „Такачихо“ и „Нанива“, а също и „Акицушима“. „Летящия отряд“ заобикаля китайската ескадра западно и от дистанция 1,5 km открива огън по „Чаоюн“ и „Янгвей“ с фугасни снаряди от скорострелните си 6- и 4,7-дюймови оръдия. След няколко минути на двата китайски кораба вече бушуват силни пожари. Пламъците обхващат централните надстройки с многочислени дървени прегради и детайли, покрити с дебел слой лак.
Гледката на двата запалени, още в самото начало на боя, китайски кораба определя психологически успеха на японците. „Чаоюн“ след обстрела получава силен крен на десния борд, видимо, от подводна пробойна, освен това, има повреда и рулевия механизъм. Поради тежките повреди крайцера излиза от линията и обръща към брега. Малко след това, „Янгвей“ го последва и попада под огъня на основната японска ескадра начело с крайцера „Мацушима“. Под вражеския обстрел китайския флот напълно губи строй. Продължаващия да гори „Янгвей“ в гъстия дим се сблъсква с китайския крайцер „Цзинюан“ и, протаранен от него, скоро потъва. На повърхността остават само върховете на мачтите, за който се хващат спасяващите се матроси. „Чаоюн“ се изхвърля на плитчина близо до брега, уцелялата част от екипажа напуска кораба. На следващия ден след сражението, 18 септември, към изоставения от китайците „Чаоюн“ приближава японския крайцер „Чиода“. Японците от лодки оглеждат резултатите от своята стрелба. „Чаоюн“ не ги заинтересува като възможен трофей и е взривен с прътна мина.

## Служба в японския флот
„Цукуши“ също участва в японо-китайската война, но японците не го включват в ескадреното сражение, а той се използва за действия по крайбрежието. Бавния и немореходен крайцер 3-ти ранг става флагман на отряда канонерски лодки, отделен за поддръжка на сухопътните войски. През септември 1894 г. „Цукуши“ заедно с канонерките „Майо“, „Чокай“, „Баньо“ и няколко миноносеца е изпратен нагоре по течението на река Тайдонг за съдействие 1-ва армия, настъпваща към китайските позиции около Пхенян. След това „Цукуши“ поддържа японските войски при превземането на Порт Артур (Люйшун), в битката за Уейхайуей.
През 1898 г. е превъоръжен. Сменени са четирите остарели 130 mm със същия брой скорострелни 120 mm оръдия; пренишните малокалибрени оръдия – с едно 76 mm и две 27 mm оръдия, а също така и две картечници. Поставени са нови 457 mm торпедни апарати.
По време на въстанието на ихетуаните през 1900 г. „Цукуши“ се намира за защита на японските интереси, като стационар в Шанхай.
Към началото на руско-японската война, 1904 – 1905 г., вече се води „канонерска лодка 1-ви ранг“. Участва в охраната на крайбрежието на Япония, конвоира транспортите, плаващи за Корея. На 26 май 1904 г. в хода на сражението за Цзинджоу заедно с канонерките „Чокай“ и „Акаги“ поддържа с огъня си настъплението на японските войски и изстрелва 6 254-мм, 466 120-мм (заедно с „Акаги“ и „Чокай“) и 1421 76,2-мм снаряди (заедно с разрушителите общо: 1255 стоманени осколочно-фугасни и 166 бронебойни), също така има данни за 112 изстреляни 47-мм снаряди на „тежките“ 47-мм оръдия („Цукуши“, „Акаги“, „Хейен“, миноносците).
От 1907 г. е учебен кораб. През 1911 г. е предаден за скрап.